# Боривоје Агатоновић
Боривоје Агатоновић (рођ. Врање, 1896 – нестао у Руској СФСР, 1920) је био официр, револуционар, командант Црвене армије.
Од 1913. је члан Српске социјалдемократске странке. Војнотехничку школу у Крагујевцу завршио је 1914. Следеће године се са српском војском повукао у Албанију, да би се 1916. вратио у окупирану земљу, а већ у августу исте године пребегао у Русију. Ту је ушао у Српски добровољачки корпус, а у данима октобарске револувије ступио је у револуционарне јединице. Био је инструктор 2. батаљона I одеског црвеноармијског пука, начелник Штаба Кримског подручја и начелник Штаба Црноморске флоте. Од септембра 1918. до 1920, био командант Царицинског фронта, командант 2. мешовите козачке дивизије, а затим у Штабу 3. украјинске армије, где је формирао Интернационални пук за специјалне задатке, и командант Централног сектора Украјинског фронта. Посебно се истакао у борби за Калач. Два пута одликован Орденом црвене заставе.